# Giovanni Tarello
Giovanni Tarello (Genova, 4 ottobre 1934 – Genova, 20 aprile 1987) è stato un giurista e docente universitario italiano.

## Biografia
Ha insegnato filosofia del diritto e diritto civile all'Università di Genova, dove ha diretto l'Istituto di Filosofia del diritto ed è stato Preside della Facoltà di Giurisprudenza. L'Ateneo genovese gli ha intitolato dopo la morte il Dipartimento di cultura giuridica e, dopo lo scioglimento del Dipartimento, l'Istituto Tarello per la Filosofia del diritto. A Genova ha fondato e diretto le due riviste giuridiche Materiali per una storia della cultura giuridica e Quaderni.
È stato membro del Consiglio Universitario Nazionale (CUN): in questa veste ha contrastato, insieme a Paolo Grossi, la proposta di escludere la filosofia del diritto dal settore didattico delle discipline giuridiche per collocarla in un ambito esclusivamente filosofico.
Tarello ha approfondito in particolare i temi del realismo giuridico e dell'interpretazione della legge. Insieme a Norberto Bobbio, Uberto Scarpelli, Amedeo Giovanni Conte, è stato uno dei maggiori esponenti della cosiddetta filosofia analitica del diritto o, più precisamente, dell'analisi filosofica del linguaggio giuridico, praticata anche dai realisti scandinavi e da Herbert Hart. È l'esponente più rappresentativo del giusrealismo analitico italiano e il massimo studioso di quello americano.
Lo stesso Norberto Bobbio, nel discorso commemorativo pronunciato nell'aula magna dell'Università di Genova il 3 giugno 1987 ha così dichiarato:
A sua volta, Uberto Scarpelli ebbe a dire di lui:
E Stefano Rodotà lo definì un "signore del diritto" perché

## L'interpretazione giuridica in Giovanni Tarello
Se a Scarpelli si devono i primi studi di analisi del linguaggio giuridico, Tarello, a sua volta, muovendo da un approccio realistico-analitico, sottopone ad una revisione epistemologica ancora più radicale il vecchio giuspositivismo dogmatico e le sue pretese di scientificità, mostrando che le norme non sono oggetto preesistente, ma il prodotto dell'interpretazione e delle manipolazioni dei giuristi e conferendo un'originale rilevanza metateorica alla storiografia della cultura giuridica, da lui promossa a banco di prova della sua concezione della scienza giuridica come politica del diritto.
Il pensiero di Tarello in materia di interpretazione prende l'avvio dalla critica nei confronti del neopositivismo logico della Scuola di Torino: il diritto, secondo l'Autore, non è suscettibile di alcuna definizione concettuale ed esclusivamente normativa, configurandosi piuttosto, sulla base di una sua lettura fenomenica e non astrattizzante, come un concreto insieme non sistematico di regole normative finalizzate a disciplinare le relazioni intersoggettive. Inoltre, per Tarello non è possibile fornire una definizione “tradizionale” di norma giuridica, per il fatto che, nella realtà dell'esperienza, vi è una netta differenza, mediata dall'interpretazione, tra ciò che è la disposizione normativa e ciò che è la norma. La disposizione normativa è infatti un enunciato, il testo di legge in sé e per sé considerato, ossia l'espressione linguistica in forma compiuta che il giurista si impegna ad analizzare e interpretare o applicare “in senso normativo”, e che, prima dell'intervento pratico dell'operatore di diritto, racchiude nel proprio nucleo linguistico una pluralità di significati possibili. La norma è, invece, una comunicazione precettiva esprimente il significato – quel singolo, specifico significato – che emerge in virtù dell'interpretazione della disposizione normativa che sia stata effettuata. Tarello, al riguardo, afferma: 
Se, dunque, nel pensiero di Tarello, il diritto non vive, nella prassi, se non nel momento in cui le disposizioni normative si tramutano in norme per effetto dell'attività interpretativa, ne esce enormemente valorizzato il ruolo che l'interpretazione assume, concretamente, effettivamente, nel mondo del diritto: l'interprete è l'artefice primo della dinamica e della concreta esperienza giuridica, in quanto è il responsabile della trasformazione della disposizione – priva di qualsiasi significato, ma in potenza suscettibile di contenerne una enorme pluralità perché in “attesa” di essere interpretata da un singolo operatore giuridico – in norma, cioè, in sostanza, in significato. In altri termini, secondo Tarello l'interpretazione non è un'attività meramente ricognitiva di significato, ma è un'attività “ascrittiva” di significato (agli enunciati), e, dunque, “creativa” (di significato, cioè di norme). Queste osservazioni confermano, dunque, la dirompente rilevanza, stante l'inevitabile ed ineliminabile ruolo di mediazione che l'interpretazione riveste nell'esperienza giuridica, del ruolo svolto dai giudici-interpreti nella vita del diritto.
Inevitabile, in una simile situazione, l'ingresso, nella norma scaturita da una simile interpretazione giudiziale, delle opzioni latamente “politiche” di cui ogni organo giudicante è “intriso”. Ecco perché si parla, relativamente al pensiero di Tarello, e, in modo più ampio, relativamente a quello dei giusrealisti, di “interpretazione politica” della legge: l'atto interpretativo di ascrizione di significato all'enunciato di un documento normativo è, per sua natura, indissolubilmente legato alla soggettività, alla cultura, alla preparazione professionale, ai pregiudizi, anche all'onestà, e, in una parola alla visione “politica” dell'interprete stesso. Ecco perché si parla, facendo riferimento all'attività interpretativa operata dalla magistratura, di “governo dei giudici”.

## Gli studi sul realismo giuridico americano
Il termine "realismo giuridico" si è diffuso a partire dagli anni Trenta del Novecento in connessione col sorgere della giurisprudenza sociologica e l'affermarsi della sociologia del diritto. Ai giusrealisti interessa il diritto nella sua componente fattuale, ossia non le norme come dovrebbero essere, ma come sono e studiarne l'efficacia. Il realismo giuridico (Legal realism) si sviluppa in area americana già dalla fine dell'Ottocento, in particolare con Roscoe Pound (1870-1964), benché egli non impieghi ancora l'espressione "realismo giuridico". Pound distingue tra law in action e law in books, cioè tra diritto in azione (diritto come fatto) e diritto teorico, astratto, traducendo così il fenomeno americano della "rivolta" contro il formalismo giuspositivistico, che negli Stati Uniti trova un ambiente particolarmente accogliente anche grazie al "pragmatismo" di William James e di John Dewey. Alle posizioni di Roscoe fa eco Oliver Wendell Holmes (1841-1935), che ha diffuso l'idea secondo cui è inutile cercare una sofisticata definizione del diritto: secondo Holmes, diritto sono "le predizioni di ciò che i tribunali faranno". Nell'opera Diritto e mente moderna, Jerome Frank (1889-1957) radicalizza la posizione di Holmes asserendo che il diritto c'è solo dopo le decisioni delle corti. Col realismo giuridico ci troviamo dinanzi a una concezione giudiziaria del diritto, interprete della cosiddetta "litigation society" (la "società delle controversie"). In questi autori americani, è fortissima la polemica contro il "mito" della certezza del diritto, che invece era fondante per la coscienza giuridica europea tradizionale.
Giovanni Tarello nel suo scritto del 1962 Il realismo giuridico americano offre per la prima volta ai lettori italiani un inquadramento sistematico della vicenda dei giusrealisti americani, esaminandone partitamente i rispettivi contributi.

## Studi di diritto processuale civile
Tarello è stato insieme a Vittorio Denti e Mauro Cappelletti uno dei protagonisti della svolta culturale che ha interessato il diritto processuale civile italiano a partire dagli anni Settanta, in direzione di una comparazione con altri ordinamenti e di un approccio multidisciplinare ai problemi della giustizia. Scrive Michele Taruffo: 

## La Scuola genovese
Alcuni allievi di Tarello (tra cui Riccardo Guastini, Paolo Comanducci e Silvana Castignone), pur perseguendo linee di ricerca diverse nell’ambito della filosofia del linguaggio giuridico e dell'indagine storiografica delle dottrine dei giuristi, hanno conservato elementi teorici e metodologici comuni, che sono valsi a caratterizzare loro e i loro allievi come una vera e propria scuola di filosofia del diritto: la "scuola genovese", nota anche come "realismo giuridico genovese".
Secondo Luigi Ferrajoli, si tratta di una teoria realistica del diritto, di matrice analitica, che identifica le norme giuridiche con i significati attribuiti ai testi normativi dagli interpreti, e che concepisce l’interpretazione giuridica come un’attività creativa o valutativa, anziché conoscitiva e scientifica (c.d. scetticismo interpretativo). Mauro Barberis ritiene che ciò che unisce la scuola genovese sia l’approccio realista e antiformalista, cioè l'adozione di un metodo che non disdegna gli strumenti di discipline extra-giuridiche e che guarda con sospetto alla pretesa (kelseniana) di perseguire obiettivi teorico-giuridici “puri”.
Oltre al riferimento all'opera di Tarello, alla sua teoria scettica dell'interpretazione e interesse per l'analisi del linguaggio giuridico, la scuola genovese spesso condivide una rilettura dell'opera di Kelsen che ne valorizza gli aspetti realistici, soprattutto in tema di teoria dell'interpretazione.

## Pubblicazioni
- Sul problema della crisi del diritto, Giappichelli, Torino, 1957.
- voce Realismo giuridico, in Novissimo Digesto Italiano, Utet, Torino, 1959.
- Il realismo giuridico americano, Giuffrè, Milano, 1962.
- Profili giuridici della povertà francescana, (in AA.VV. Scritti in memoria di A. Falchi)  Giuffrè, Milano, 1964.
- Discorso assertivo e discorso precettivo nel linguaggio dei giuristi, in “Rivista internazionale di filosofia del diritto”, 44, 1967, pp. 419–435.
- La semantica del neustico. Osservazioni sulla parte descrittiva degli enunciati precettivi, in Scritti in memoria di W. Cesarini Sforza, Giuffrè, Milano, 1968, pp. 761–795.
- Studi sulla teoria generale dei precetti. I. Introduzione al linguaggio precettivo, in “Annali della Facoltà di Giurisprudenza”, Università di Genova, 7, 1968, pp. 1–113.
- Le ideologie della codificazione (corsi litografici e a stampa), 1968 e segg.
- Progetto per la voce “diritto” di una enciclopedia, in “Politica del diritto”, 2, 1971, pp. 741–747.
- Teorie e ideologie nel diritto sindacale, Giuffrè, Milano, 1972.
- Orientamenti della magistratura e della dottrina sulla funzione politica del giurista-interprete, in P. Barcellona (a cura di), L'uso alternativo del diritto, I.Scienza giuridica e analisi marxista, Laterza, Bari, 1973.
- La disciplina costituzionale della proprietà. Lezioni introduttive, Corso di diritto civile 1972-73, Genova, 1973.
- Il diritto come ordinamento, in Atti del X Congresso nazionale di filosofia del diritto, Bari, 3-5 ottobre 1974, Giuffrè, Milano, 1975.
- Diritto, enunciati, usi. Studi di teoria e metateoria del diritto, Il Mulino, Bologna, 1974.
- Prospetto per la voce “ordinamento giuridico” di una enciclopedia, in “Politica del diritto”, 5, 1975, pp. 73–102.
- Idee e atteggiamenti sulla repressione penale, in Materiali per una storia della cultura giuridica, vol. V, Il Mulino, Bologna, 1975.
- Storia della cultura giuridica moderna. Assolutismo e codificazione del diritto, Il Mulino, Bologna, 1976.
- Dottrine storiche del diritto privato, in Materiali per una storia della cultura giuridica, vol. VI, Il Mulino, Bologna, 1976.
- Gerarchie normative e interpretazione dei documenti normativi, in “Politica del diritto”, 5, 1977, pp. 499–526.
- Positive Law. From the Viewpoint of Italian Legal Culture, in Associazione Italiana di Diritto Comparato, Italia National Reports to the Xth International Congress of Comparative Law, Budapest 1978; Giuffrè, Milano, 1978, pp. 95–107.
- L'interpretazione della legge, Giuffrè, Milano, 1980.
- Atteggiamenti dottrinali e mutamenti strutturali dell'organizzazione giuridica, in “Materiali per una storia della cultura giuridica”, 11, 1981, pp. 157–166.
- Politiche del diritto e strategie dei giuristi. In margine alle considerazioni di Rodotà, in Politica del diritto, 17, 1986, p. 252.
- Cultura giuridica e politica del diritto, Il Mulino, Bologna, 1987.
- Dottrine del processo civile. Studi storici sulla formazione del diritto processuale civile, Il Mulino, Bologna, 1989. (postumo)
- Giovanni Tarello opinionista negli anni '80 ironico precorritore dei tempi, a cura di Giovanna Visintini e Rebecca Tarello, introduzione di Giuliano Amato, Edizioni Scientifiche Italiane, Napoli, 2024, ISBN 9788849556209. (postumo)

## Scritti su Giovanni Tarello
- AA.VV., Omaggio a Giovanni Tarello, in Materiali per una storia della cultura giuridica, n. 2, Bologna 1987;
- Paolo Grossi, Ricordo di Giovanni Tarello, in Quaderni fiorentini per la storia del pensiero giuridico moderno, Milano, numero 17, 1988;
- Silvana Castignone (a cura di), L'opera di Giovanni Tarello nella cultura giuridica contemporanea, Bologna, 1989;
- AA.VV., Studi in memoria di Giovanni Tarello, Milano, 1990;
- Michele Marchesiello, Le ombre del palazzo. Congetture su Genova e il diritto, Genova, 1997;
- Stefano Rodotà, Ricordo di Giovanni Tarello, in Materiali per una storia della cultura giuridica, Bologna, numero 1, giugno 1998;
- Marco Caserta, Giovanni Tarello. Teoria, ideologie e metagiurisprudenza, Napoli, 2001;
- Pierluigi Chiassoni, Giovanni Tarello: un avvocato genovese sopra un cavallo da battaglia, impetuoso e fiero, in http://www.gruppocarige.it/gruppo/html/ita/arte-cultura/la-casana/2004_1/pdf/20_27.pdf;
- Nicola Muffato, Sul concetto di norma (studio sullo scritto di Giovanni Tarello "La semantica del neustico"), Trieste, 2007 http://www.udg.edu/Portals/89/Filosofia%20Dret/muffato_libro.pdf;
- AA.VV., Contributi sulla scienza giuridica in ricordo di Giovanni Tarello, in Materiali per una storia della cultura giuridica, Bologna, volume 38, anno 2008;
- voce Giovanni Tarello, in Treccani.it, enciclopedia on line